# الخسمة (بني مطر)

تعديل مصدري - تعديل

الخسمة هي إحدى قرى عزلة شهاب الأسفل بمديرية بني مطر التابعة لمحافظة صنعاء، بلغ تعداد سكانها 928 نسمة حسب تعداد اليمن لعام 2004.